# Armada gallagheri
Armada gallagheri is een vlinder uit de familie spinneruilen (Erebidae). De wetenschappelijke naam is voor het eerst geldig gepubliceerd in 1984 door Wiltshire.
De soort komt voor in tropisch Afrika.